# Thom Hell
Thomas Hell, detto Thom (19 marzo 1976), è un cantante norvegese.

## Biografia
I Love You (2004), primo album in studio del cantante, ha esordito alla 31ª posizione della VG-lista. Every Little Piece (2006), invece, si è posizionato 22º.
Due anni più tardi viene presentato il terzo LP God If I Saw Her Now, con cui ha fatto l'entrata al 5º posto in classifica e ha ottenuto lo Spellemannprisen all'artista maschile. All Good Things (2010) è anch'esso entrato nella top five norvegese ed è stato riconosciuto con un Spellemannprisen; il disco contiene Over You, certificato platino dalla IFPI Norge per le 40 000 unità accumulate.
Suddenly Past, uscito nel 2012, ha scalato la graduatoria nazionale fino alla 18ª posizione. Six (2014), invece, ha debuttato in una posizione più in alto.

## Discografia

### Album in studio
- 2004 – I Love You
- 2006 – Every Little Piece
- 2008 – God If I Saw Her Now
- 2010 – All Good Things
- 2012 – Suddenly Past
- 2013 – The Sound of the Ocean Sound (con Larkin Poe)
- 2014 – Six
- 2015 – Until This Blows Over
- 2016 – Happy Rabbit
- 2019 – Straight to VHS
- 2019 – Julesanger (con Andreas Ulvo)
- 2020 – Some Good Things
- 2020 – Christmas Songs
- 2022 – Today Is Tomorrow
- 2022 – She Might Cry
- 2023 – A Pleasant Life

### EP
- 2003 – Tremendous Sinner
- 2006 – The While You're Waiting EP
- 2023 – In Love Again

### Raccolte
- 2011 – This Is Thom Hell

### Singoli
- 2005 – Try
- 2009 – Heltane fra sørlandet (con Mannskoret Gaasehud e Annbjørg Lien)
- 2009 – Over You
- 2011 – Tonight
- 2012 – As Long As
- 2012 – She's like the Wind (feat. Lissie)
- 2013 – See Through You
- 2013 – How
- 2014 – Take Me Over
- 2015 – Time
- 2016 – 1985
- 2016 – Leave Me to Die
- 2016 – Famous
- 2017 – Girls Don't Cry
- 2018 – The Love Is Gone
- 2019 – A Good Sunday
- 2019 – Everytime
- 2019 – Disco
- 2020 – Maybe I'll See You Again
- 2021 – Take Me to the Night
- 2021 – See the Sun
- 2021 – On Your Own
- 2021 – I Close My Eyes
- 2021 – Lonely Bird
- 2021 – When You're Not Around
- 2021 – Know
- 2022 – Raised on Love (feat. Unni Wilhelmsen)
- 2022 – I'll Never Be Your Darling
- 2024 – Stay with Me
- 2024 – Time to Move On
- 2024 – Want You to Be There